# Jules Schelvis
Jules Schelvis (Amsterdam, 7 gennaio 1921 – Amstelveen, 3 aprile 2016) è stato uno scrittore e storico olandese, superstite dell'Olocausto.

## Biografia
Il 26 maggio 1943, durante l'occupazione tedesca dei Paesi Bassi, Schelvis, essendo ebreo, fu arrestato assieme alla sua famiglia e deportato a Westerbork, poi, dopo sei giorni di permanenza e quattro di viaggio, raggiunse il campo di sterminio di Sobibór. Separato dalla sua famiglia, fu mandato a lavorare nel campo di lavoro di Lublino e poi nel ghetto di Random, dove fu impiegato in una fabbrica di munizioni fino alla liquidazione del ghetto dell'8 novembre 1943. Infine, dopo aver subito una marcia della morte in direzione di Tomaszów Mazowiecki, fu liberato dall'esercito francese l'8 aprile 1945. Dopo la guerra testimoniò al processo contro John Demjanjuk e scrisse diversi libri sull'Olocausto. La moglie di Schelvis, Rachel Borzykowski, nata ad Amsterdam il 2 marzo 1923, fu uccisa a Sobibór il 4 giugno 1943, così come tutta la famiglia di quest'ultima (padre, madre, fratello adolescente, sorella e cognato).